# Championnat de France de rugby à XV de 1re division fédérale 2019-2020
Navigation
Fédérale 1 2018-2019 Fédérale 1 2020-2021
Le championnat de France de rugby à XV de 1re division fédérale 2019-2020 voit s'affronter 48 équipes réparties dans 4 poules. Les deux équipes finalistes sont promues en Pro D2 à l'issue de la saison. Les demi-finalistes sont susceptibles de monter si les finalistes n'apportent pas les garanties budgétaires exigées pour l'accession en Pro D2. Huit clubs seront relégués en Fédérale 2, les autres clubs resteront en Fédérale 1 la saison prochaine.
La saison est marquée par une suspension du championnat à partir de mi-mars, puis une annulation, après le début de la propagation de la pandémie de maladie à coronavirus de 2020 en France.

## Règlement

### Participants
Le championnat de France de division fédérale est disputé par 48 équipes qui sont invitées à y participer en fonction du classement sportif qu’elles ont obtenu à l’issue de la saison sportive écoulée, sous réserve notamment de l’application des dispositions de l’article 344 des règlements généraux de la FFR en cas de refus d’accession, de rétrogradation, de forfait général ou d’exclusion d’un club.
Ces 48 équipes se dénombrent en principe de la façon suivante :
- les 2 équipes classées aux deux dernières places de Pro D2 à l’issue de la saison précédente, qui sont sportivement reléguées en 1re division fédérale ;
- les 38 équipes ayant participé au championnat de France de Fédérale 1 lors de la saison précédente et qui sont sportivement maintenues dans cette division ;
- les 8 équipes ayant atteint les quarts de finale du championnat de France de Fédérale 2 à l’issue de la saison précédente, qui sont sportivement promues en 1re division fédérale.

### Organisation initiale
Les équipes invitées à participer au championnat sont réparties dans 4 poules de 12 clubs, décomposées en principe comme suit :
- Les équipes de 2e division professionnelle reléguées en 1re division fédérale à l'issue de la saison 2018-2019 ;
- Les équipes ayant participé aux quarts de finale du championnat de France de Fédérale 2 à l'issue de la saison précédente ;
- Les équipes maintenues en 1re division fédérale à l'issue de la saison 2018-2019.

Les 4 poules, réparties par zone géographique, contiennent chacune deux équipes classées têtes de série (clubs ayant participé au trophée Jean-Prat la saison précédente et clubs relégués de Pro D2).
Les équipes de chaque poule sont opposées lors de matchs « aller » et « retour ».
Les équipes classées aux 1re et 2e places de chaque poule sont qualifiées pour le Trophée Jean-Prat. Les deux finalistes sont promus en 2e division professionnelle Pro D2 sous condition de remplir les cahiers des charges financier et structurel de la FFR.
Les équipes classées de la 3e à la 6e place de chaque poule sont qualifiées pour le challenge Yves-du-Manoir. Les deux dernières équipes de chaque poule sont reléguées en Fédérale 2.

### Modifications du règlement
En raison du prolongement de la période de confinement, la FFR décide, le 27 mars 2020, d’arrêter définitivement les championnats amateurs à tous niveaux, pour la saison en cours.
« Le 3 avril 2020, le Bureau fédéral décide d'une adaptation nécessaire du format des compétitions fédérales, conséquence des principes suivants :
- Pas de relégations sportives pour la saison 2019-2020.
- Établissement des classements nationaux 2019-2020 pour chaque compétition, bâtis sur les résultats sportifs obtenus à l'issue des phases qualificatives, avec un recours aux péréquations nécessaires en application des règlements généraux de la FFR.
- Des montées réservées aux meilleurs de poule en 2e et 3e division fédérale afin de pas faire de cette saison une saison morte, en permettant aux meilleurs d'une division de pouvoir concrétiser leurs projets de montée.
- La validation de la montée de 24 à 27 clubs des divisions Honneur des Ligues régionales en Fédérale 3.
- La possibilité donnée à tous les clubs qui le souhaiteraient, de renoncer à leur droit acquis de se maintenir sportivement, sans être sanctionnés ; et dans ce cas, un système de remplacement en cas de places « disponibles » basé sur le classement national de la compétition à l’issue des phases qualificatives 2019-2020.
- Pour les compétitions territoriales, la FFR demande à ses Ligues régionales d’appliquer les montées et descentes des équipes en fonction de leur classement arrêtés au 15 mars et après avoir appliqué la péréquation. Un accompagnement sera mis en place par la FFR pour les ligues mais tous les clubs auront donc la possibilité de monter à l’échelon supérieur en fonction de leur mérite sportif. »[3],[4].

Au 3 avril 2020 la FFR maintient le principe d’une montée de 2 clubs de Fédérale 1 en Pro D2. Cependant, ayant pris acte de la position des clubs professionnels, elle demande une réunion dès les prochains jours avec les représentants de ces clubs et la LNR,.

## Saison régulière

### Poule 1
| \| CS Beaune SO Chambéry Stade dijonnais RC Drancy US Issoire AS Mâcon RC Massy FCS Rumilly RC Suresnes CS Vienne CS Villefranche-sur-Saône ASVEL \| Localisation des clubs engagés dans le championnat en poule 1. |
| CS Beaune SO Chambéry Stade dijonnais RC Drancy US Issoire AS Mâcon RC Massy FCS Rumilly RC Suresnes CS Vienne CS Villefranche-sur-Saône ASVEL                                                                      |

| Club                          | Ville                  | Saison 2018-2019  | Phase finale 2018-2019                |
| ----------------------------- | ---------------------- | ----------------- | ------------------------------------- |
| CS Beaune                     | Beaune                 | 7e, poule 4       | -                                     |
| SO Chambéry                   | Chambéry               | 6e, poule 4       | Demi-finale, challenge Yves du Manoir |
| Stade dijonnais               | Dijon                  | 2e, poule 4       | Quart-de-finale, trophée Jean Prat    |
| RC Drancy (P)                 | Drancy                 | 2e en Fédérale 2  | Demi-finale en Fédérale 2             |
| US issoirienne (P)            | Issoire                | 1er en Fédérale 2 | Champion de France de Fédérale 2      |
| AS Mâcon                      | Mâcon                  | 5e, poule 4       | Vainqueur du Challenge Yves du Manoir |
| RC Massy Essonne (R)          | Massy                  | 16e en Pro D2     | -                                     |
| RCS Rumilly (P)               | Rumilly                | 1er en Fédérale 2 | Vice champion de France de Fédérale 2 |
| RC Suresnes                   | Suresnes               | 9e, poule 1       | -                                     |
| CS Vienne                     | Vienne                 | 8e, poule 4       | -                                     |
| CS Villefranche-sur-Saône (P) | Villefranche-sur-Saône | 1er en Fédérale 2 | Quart-de-finale en Fédérale 2         |
| ASVEL                         | Villeurbanne           | 9e, poule 4       | -                                     |

| Rang | Club                        | J  | V  | N | D  | Bo | Bd | Pm  | Pe  | Diff | Pts  |
| ---- | --------------------------- | -- | -- | - | -- | -- | -- | --- | --- | ---- | ---- |
| 1    | RC Massy Essonne T          | 18 | 17 | 0 | 1  | 11 | 1  | 623 | 215 | +408 | 86+2 |
| 2    | Stade dijonnais T           | 18 | 12 | 1 | 5  | 10 | 3  | 556 | 291 | +265 | 69+2 |
| 3    | RC Suresnes                 | 18 | 11 | 1 | 6  | 4  | 2  | 469 | 360 | +109 | 56+2 |
| 4    | SO Chambéry                 | 18 | 10 | 0 | 8  | 5  | 5  | 447 | 345 | +102 | 56+2 |
| 5    | CS Vienne                   | 18 | 10 | 1 | 7  | 3  | 5  | 406 | 315 | +91  | 56+2 |
| 6    | CS Beaune                   | 18 | 10 | 0 | 8  | 1  | 3  | 366 | 368 | -2   | 50+2 |
| 7    | RCS Rumilly P               | 18 | 11 | 0 | 7  | 0  | 0  | 365 | 392 | -27  | 50+2 |
| 8    | AS Mâcon                    | 18 | 7  | 1 | 10 | 2  | 3  | 371 | 407 | -36  | 41+2 |
| 9    | ASVEL                       | 18 | 7  | 0 | 11 | 0  | 6  | 356 | 444 | -88  | 40+2 |
| 10   | CS Villefranche-sur-Saône P | 18 | 6  | 0 | 12 | 0  | 6  | 318 | 471 | -153 | 34+2 |
| 11   | US Issoire P                | 18 | 4  | 0 | 14 | 0  | 4  | 284 | 505 | -221 | 26+2 |
| 12   | RC Drancy P                 | 18 | 1  | 0 | 17 | 0  | 1  | 221 | 669 | -448 | 7+2  |

|  | Promu administrativement en Nationale pour la saison 2020-2021                         |
|  | Pas de relégation, sauf sur demande du club, en Fédérale 2 2020-2021                   |
|  | P : Promu de Fédérale 2 2018-2019 T : Tête de série +2 : Points de bonus administratif |

### Poule 2
| \| RC Aubenas AS Bédarrides US bressane CS Bourgoin-Jallieu Avenir castanéen Céret sportif RC Châteaurenard RCHCC SC Mazamet RC Narbonne Stade niçois RC Nîmes \| Localisation des clubs engagés dans le championnat en poule 2. |
| RC Aubenas AS Bédarrides US bressane CS Bourgoin-Jallieu Avenir castanéen Céret sportif RC Châteaurenard RCHCC SC Mazamet RC Narbonne Stade niçois RC Nîmes                                                                      |

| Club                              | Ville                             | Saison 2018-2019  | Phase finale 2018-2019                       |
| --------------------------------- | --------------------------------- | ----------------- | -------------------------------------------- |
| RC Aubenas                        | Aubenas                           | 3e, poule 3       | Huitième-de-finale, challenge Yves du Manoir |
| AS Bédarrides Châteauneuf-du-Pape | Bédarrides et Châteauneuf-du-Pape | 10e, poule 4      | -                                            |
| US bressane (R)                   | Bourg-en-Bresse                   | 15e en Pro D2     | -                                            |
| CS Bourgoin-Jallieu               | Bourgoin-Jallieu                  | 1er, poule 4      | Quart-de-finale, trophée Jean Prat           |
| RC Châteaurenard (P)              | Châteaurenard                     | 1er en Fédérale 2 | Quart-de-finale en Fédérale 2                |
| Avenir castanéen                  | Castanet-Tolosan                  | 8e, poule 3       | -                                            |
| Céret sportif                     | Céret                             | 9e, poule 3       | -                                            |
| RC Hyères-Carqueiranne-La Crau    | Hyères, Carqueiranne et La Crau   | 4e, poule 4       | Quart-de-finale, challenge Yves du Manoir    |
| SC Mazamet (P)                    | Mazamet                           | 2e en Fédérale 2  | Quart-de-finale en Fédérale 2                |
| RC Narbonne                       | Narbonne                          | 5e, poule 3       | Quart-de-finale, challenge Yves du Manoir    |
| Stade niçois                      | Nice                              | 3e, poule 4       | Quart-de-finale, challenge Yves du Manoir    |
| RC Nîmes                          | Nîmes                             | 4e, poule 3       | Huitième-de-finale, challenge Yves du Manoir |

| Rang | Club                      | J  | V  | N | D  | Bo | Bd | Pm  | Pe  | Diff | Pts  |
| ---- | ------------------------- | -- | -- | - | -- | -- | -- | --- | --- | ---- | ---- |
| 1    | US bressane T             | 18 | 16 | 0 | 2  | 11 | 1  | 629 | 195 | +434 | 82+2 |
| 2    | RC Narbonne               | 17 | 14 | 1 | 2  | 8  | 1  | 549 | 222 | +327 | 77+2 |
| 3    | Stade niçois              | 17 | 12 | 0 | 5  | 8  | 3  | 468 | 246 | +222 | 68+2 |
| 4    | RC Aubenas                | 18 | 14 | 0 | 4  | 5  | 0  | 450 | 310 | +140 | 67+2 |
| 5    | CS Bourgoin-Jallieu T     | 18 | 12 | 1 | 5  | 7  | 2  | 453 | 305 | +148 | 65+2 |
| 6    | RC Hyères-Carqueiranne    | 18 | 9  | 0 | 9  | 7  | 6  | 463 | 288 | +175 | 55+2 |
| 7    | AS Bédarrides Châteauneuf | 18 | 8  | 0 | 10 | 5  | 3  | 454 | 451 | +3   | 46+2 |
| 8    | RC Nîmes                  | 18 | 6  | 0 | 12 | 2  | 3  | 322 | 473 | -151 | 35+2 |
| 9    | RC Châteaurenard P        | 18 | 4  | 1 | 13 | 1  | 3  | 303 | 523 | -220 | 28+2 |
| 10   | Céret sportif             | 18 | 4  | 1 | 13 | 0  | 3  | 271 | 511 | -240 | 27+2 |
| 11   | SC Mazamet P              | 18 | 3  | 1 | 14 | 0  | 1  | 186 | 674 | -488 | 21+2 |
| 12   | Avenir castanéen          | 18 | 2  | 1 | 15 | 0  | 2  | 283 | 633 | -350 | 18+2 |

|  | Promu administrativement en Nationale pour la saison 2020-2021                         |
|  | Pas de relégation, sauf sur demande du club, en Fédérale 2 2020-2021.                  |
|  | P : Promu de Fédérale 2 2018-2019 T : Tête de série +2 : Points de bonus administratif |

### Poule 3
| \| SC Albi Stade bagnérais Blagnac rugby AS fleurantine SC Graulhet CAL AS vauréenne SA Mauléon FC Oloron SC appaméen US Saint-Sulpice Stado TPR \| Localisation des clubs engagés dans le championnat en poule 3. |
| SC Albi Stade bagnérais Blagnac rugby AS fleurantine SC Graulhet CAL AS vauréenne SA Mauléon FC Oloron SC appaméen US Saint-Sulpice Stado TPR                                                                      |

| Club             | Ville                  | Saison 2018-2019  | Phase finale 2018-2019                       |
| ---------------- | ---------------------- | ----------------- | -------------------------------------------- |
| SC Albi          | Albi                   | 1re, poule 2      | Demi-finale, trophée Jean Prat               |
| Stade bagnérais  | Bagnères-de-Bigorre    | 10e, poule 2      | -                                            |
| Blagnac rugby    | Blagnac                | 2e, poule 3       | Demi-finale, trophée Jean Prat               |
| AS Fleurantine   | Fleurance              | 10e, poule 3      | -                                            |
| SC Graulhet      | Graulhet               | 11e, poule 3      | -                                            |
| CA Lannemezan    | Lannemezan             | 6e, poule 2       | Huitième-de-finale, challenge Yves du Manoir |
| AS vauréenne     | Lavaur                 | 5e, poule 2       | Huitième-de-finale, challenge Yves du Manoir |
| SA Mauléon (P)   | Mauléon-Licharre       | 1er en Fédérale 2 | Quart-de-finale en Fédérale 2                |
| FC Oloron        | Oloron-Sainte-Marie    | 9e, poule 2       | -                                            |
| SC Pamiers (P)   | Pamiers                | 3e en Fédérale 2  | Demi-finale en Fédérale 2                    |
| US Saint-Sulpice | Saint-Sulpice-sur-Lèze | 6e, poule 3       | Huitième-de-finale, challenge Yves du Manoir |
| Stado Tarbes     | Tarbes                 | 3e, poule 2       | Demi-finale, challenge Yves du Manoir        |

| Rang | Club             | J  | V  | N | D  | Bo | Bd | Pm  | Pe  | Diff | Pts  |
| ---- | ---------------- | -- | -- | - | -- | -- | -- | --- | --- | ---- | ---- |
| 1    | SC Albi T        | 18 | 17 | 0 | 1  | 14 | 1  | 702 | 187 | +515 | 89+2 |
| 2    | Blagnac rugby T  | 18 | 16 | 0 | 2  | 6  | 1  | 539 | 237 | +302 | 77+2 |
| 3    | Stado Tarbes     | 18 | 13 | 0 | 5  | 8  | 2  | 438 | 243 | +195 | 68+2 |
| 4    | SA Mauléon P     | 18 | 10 | 0 | 8  | 3  | 5  | 349 | 348 | +1   | 54+2 |
| 5    | US Saint-Sulpice | 18 | 10 | 1 | 7  | 3  | 2  | 316 | 312 | +4   | 53+2 |
| 6    | CA Lannemezan    | 18 | 10 | 0 | 8  | 1  | 3  | 344 | 405 | -61  | 50+2 |
| 7    | AS Fleurance     | 18 | 7  | 0 | 11 | 0  | 6  | 348 | 453 | -105 | 40+2 |
| 8    | AS vauréenne     | 17 | 6  | 0 | 11 | 1  | 3  | 283 | 414 | -131 | 36+2 |
| 9    | Stade bagnérais  | 18 | 5  | 1 | 12 | 1  | 5  | 344 | 460 | -116 | 34+2 |
| 10   | FC Oloron        | 18 | 5  | 0 | 13 | 2  | 5  | 270 | 408 | -138 | 33+2 |
| 11   | SC Pamiers P     | 18 | 4  | 1 | 13 | 0  | 4  | 285 | 402 | -117 | 28+2 |
| 12   | SC Graulhet      | 17 | 2  | 1 | 14 | 0  | 4  | 213 | 562 | -349 | 21+2 |

|  | Promu administrativement en Nationale pour la saison 2020-2021                         |
|  | Pas de relégation, sauf sur demande du club, en Fédérale 2 2020-2021.                  |
|  | P : Promu de Fédérale 2 2018-2019 T : Tête de série +2 : Points de bonus administratif |

Le match Graulhet-Lavaur de la quinzième journée, qui devait se jouer le 26 janvier 2020, avait été reporté au 12 avril 2020 en raison du décès accidentel du pilier graulhetois Beka Burdiashvili; il ne s'est donc finalement jamais disputé. Ces 2 équipes n'ont ainsi joué que 17 rencontres.

### Poule 4
| \| Anglet olympique US Bergerac US Dax RCB Arcachon US Marmande Stade nantais Niort RC Rennes EC Saint-Jean-de-Luz O Union Cognac · Saint-Jean-d'Angély SA Trélissac US Tyrosse \| Localisation des clubs engagés dans le championnat en poule 4. |
| Anglet olympique US Bergerac US Dax RCB Arcachon US Marmande Stade nantais Niort RC Rennes EC Saint-Jean-de-Luz O Union Cognac · Saint-Jean-d'Angély SA Trélissac US Tyrosse                                                                      |

| Club                             | Ville                         | Saison 2018-2019 | Phase finale 2018-2019                       |
| -------------------------------- | ----------------------------- | ---------------- | -------------------------------------------- |
| Anglet olympique                 | Anglet                        | 4e, poule 2      | Quart-de-finale, challenge Yves du Manoir    |
| US Bergerac                      | Bergerac                      | 9e, poule 1      | -                                            |
| US Dax                           | Dax                           | 2e, poule 1      | Quart-de-finale, trophée Jean Prat           |
| RC bassin d'Arcachon             | La Teste-de-Buch et Arcachon  | 8e, poule 1      | -                                            |
| US Marmande                      | Marmande                      | 8e, poule 2      | -                                            |
| Stade nantais                    | Nantes                        | 6e, poule 1      | Quart-de-finale, challenge Yves du Manoir    |
| Niort RC                         | Niort                         | 7e, poule 1      | -                                            |
| Rennes EC                        | Rennes                        | 5e, poule 1      | Huitième-de-finale, challenge Yves du Manoir |
| Union Cognac Saint-Jean-d'Angély | Saint-Jean-d'Angély et Cognac | 3e, poule 1      | Finaliste, challenge Yves du Manoir          |
| Saint-Jean-de-Luz olympique      | Saint-Jean-de-Luz             | 2e, poule 2      | Quart-de-finale, trophée Jean Prat           |
| SA Trélissac                     | Trélissac                     | 4e, poule 1      | Huitième-de-finale, challenge Yves du Manoir |
| US Tyrosse                       | Saint-Vincent-de-Tyrosse      | 7e, poule 2      | -                                            |

| Rang | Club                             | J  | V  | N | D  | Bo | Bd | Pm  | Pe  | Diff | Pts  |
| ---- | -------------------------------- | -- | -- | - | -- | -- | -- | --- | --- | ---- | ---- |
| 1    | Union Cognac Saint-Jean-d'Angély | 18 | 14 | 0 | 4  | 5  | 3  | 501 | 288 | +213 | 70+2 |
| 2    | US Dax T                         | 18 | 11 | 2 | 5  | 6  | 2  | 456 | 301 | +155 | 62+2 |
| 3    | Saint-Jean-de-Luz olympique T    | 18 | 12 | 1 | 5  | 2  | 3  | 415 | 331 | +84  | 61+2 |
| 4    | Stade nantais                    | 18 | 11 | 1 | 6  | 3  | 4  | 405 | 297 | +108 | 59+2 |
| 5    | Niort RC                         | 18 | 9  | 2 | 7  | 2  | 2  | 282 | 313 | -31  | 50+2 |
| 6    | SA Trélissac                     | 18 | 10 | 1 | 7  | 1  | 3  | 404 | 424 | -20  | 50+2 |
| 7    | US Marmande                      | 18 | 8  | 1 | 9  | 2  | 4  | 365 | 388 | -23  | 46+2 |
| 8    | Anglet olympique                 | 18 | 8  | 0 | 10 | 0  | 6  | 297 | 360 | -63  | 44+2 |
| 9    | US Tyrosse                       | 18 | 8  | 0 | 10 | 0  | 5  | 340 | 382 | -42  | 43+2 |
| 10   | Rennes Étudiants Club rugby      | 18 | 6  | 1 | 11 | 2  | 8  | 296 | 323 | -27  | 42+2 |
| 11   | RC bassin d'Arcachon             | 18 | 5  | 0 | 13 | 0  | 9  | 293 | 364 | -71  | 33+2 |
| 12   | US Bergerac                      | 18 | 1  | 1 | 16 | 0  | 6  | 240 | 523 | -283 | 18+2 |

|  | Promu administrativement en Nationale pour la saison 2020-2021                         |
|  | Pas de relégation, sauf sur demande du club, en Fédérale 2 2020-2021                   |
|  | Rétrogradation administrative en Fédérale 3                                            |
|  | P : Promu de Fédérale 2 2018-2019 T : Tête de série +2 : Points de bonus administratif |

## Phases finales
En raison du prolongement de la période de confinement à la suite de la pandémie de maladie à coronavirus, la FFR décide, le 27 mars 2020, d’arrêter définitivement les championnats amateurs à tous niveaux, pour la saison en cours.

### Trophée Jean Prat
Le titre n'est pas décerné. 

### Challenge Yves du Manoir
Le titre n'est pas décerné.

## Résultats détaillés

### Phase régulière

#### Tableau synthétique des résultats
L'équipe qui reçoit est indiquée dans la colonne de gauche.

##### Poule 1
| Clubs           | BEA   | CHA   | DIJ   | DRA   | ISS   | MAC   | MAS   | RUM   | SUR   | VIE   | VIF   | VIL   |
| --------------- | ----- | ----- | ----- | ----- | ----- | ----- | ----- | ----- | ----- | ----- | ----- | ----- |
| CS Beaune       |       | 13-9  | 25-23 | -     | -     | 18-3  | 12-33 | 30-20 | 34-20 | 3-17  | 23-19 | 23-20 |
| SO Chambéry     | 22-27 |       | 31-17 | 52-26 | 49-10 | 28-20 | -     | 19-10 | 25-28 | 24-18 | 33-3  | -     |
| Stade dijonnais | -     | 34-0  |       | 55-7  | 38-10 | 29-5  | -     | 38-13 | 17-17 | 30-12 | 57-12 | 26-6  |
| RC Drancy       | 14-42 | 36-40 | 8-54  |       | -     | 10-49 | 16-29 | 5-15  | 7-51  | 10-33 | 12-6  | -     |
| US Issoire      | 23-18 | 10-24 | 21-28 | 27-7  |       | -     | 16-29 | 13-14 | -     | 17-27 | 33-26 | 7-13  |
| AS Mâcon        | 19-13 | -     | 20-41 | -     | 46-12 |       | 19-20 | 24-26 | 22-10 | 20-20 | 18-15 | 30-23 |
| RC Massy        | 34-14 | 21-6  | 34-7  | 64-0  | 46-0  | 39-3  |       | -     | 21-0  | -     | 44-17 | 66-7  |
| RCS Rumilly     | -     | 18-16 | -     | 28-16 | 24-19 | 30-22 | 29-41 |       | 27-23 | 24-19 | 21-10 | 30-13 |
| RC Suresnes     | 35-19 | 25-23 | 23-37 | 39-3  | 30-6  | -     | 23-21 | 29-7  |       | 26-15 | -     | 31-24 |
| CS Vienne       | 21-12 | 24-16 | 20-16 | 34-15 | 39-17 | 36-13 | 9-16  | -     | 25-34 |       | -     | 24-19 |
| CS Villefranche | 19-17 | -     | -     | 29-19 | 20-27 | 21-20 | 18-25 | 25-16 | 27-25 | 15-13 |       | 14-29 |
| ASVEL Rugby     | 17-23 | 5-30  | 27-21 | 22-10 | 27-16 | 16-18 | 19-40 | 30-13 | -     | -     | 25-10 |       |

|  | Victoire à domicile |  | Match nul |  | Défaite à domicile |

##### Poule 2
| Clubs                             | AUB   | BED   | CSB   | USB   | HCC   | CAS   | CER   | CHA   | MAZ   | NAR   | NIC   | NIM   |
| --------------------------------- | ----- | ----- | ----- | ----- | ----- | ----- | ----- | ----- | ----- | ----- | ----- | ----- |
| RC Aubenas Vals                   |       | 32-21 | 19-15 | 9-17  | 17-9  | 52-10 | 43-17 | 43-7  | -     | -     | 20-9  | 27-13 |
| AS Bédarrides Châteauneuf-du-Pape | 17-21 |       | -     | 7-18  | 22-20 | -     | 57-17 | 51-19 | 43-14 | 27-33 | 8-18  | 54-15 |
| CS Bourgoin-Jallieu               | 42-12 | 33-15 |       | -     | 19-17 | 43-17 | -     | 22-6  | 65-17 | 18-18 | 6-18  | 14-10 |
| US bressane                       | 30-12 | 65-22 | 41-3  |       | 52-3  | 38-14 | 54-7  | 56-9  | 54-7  | 23-10 | -     | -     |
| RC Hyères Carqueiranne La Crau    | -     | 39-11 | 21-25 | 12-13 |       | 30-11 | 30-3  | 66-6  | 40-3  | -     | 16-12 | 49-12 |
| Avenir castanéen                  | -     | 15-20 | 14-29 | 14-38 | 21-17 |       | -     | 13-13 | 33-27 | 24-49 | 7-37  | 16-25 |
| Céret sportif                     | 13-34 | 17-24 | 23-29 | -     | 0-20  | 31-20 |       | 28-7  | -     | 9-14  | 12-25 | 33-31 |
| RC Châteaurenard                  | 23-29 | 20-23 | 20-10 | 29-19 | -     | -     | 17-18 |       | 59-13 | 13-37 | 14-28 | 25-13 |
| SC Mazamet                        | 6-29  | -     | 6-41  | 0-52  | 5-38  | 33-25 | 3-3   | 16-3  |       | 0-40  | -     | 7-32  |
| RC Narbonne                       | 36-3  | -     | 20-13 | 17-21 | 29-14 | 64-3  | 24-10 | -     | 59-6  |       | 16-22 | 27-3  |
| Stade niçois                      | 12-15 | 35-13 | -     | 17-13 | 27-21 | 43-17 | 50-20 | 38-13 | 43-7  | 16-27 |       | -     |
| RC Nîmes                          | 13-33 | 20-19 | 10-26 | 3-25  | -     | 30-23 | 27-10 | -     | 15-16 | 19-45 | 31-24 |       |

|  | Victoire à domicile |  | Match nul |  | Défaite à domicile |

##### Poule 3
| Clubs            | ALB   | BAG   | BLA   | FLE   | GRA   | LAN   | LAV   | MAU   | OLO   | PAM   | USS   | TPR   |
| ---------------- | ----- | ----- | ----- | ----- | ----- | ----- | ----- | ----- | ----- | ----- | ----- | ----- |
| SC Albi          |       | 57-14 | 30-6  | -     | 77-0  | 55-0  | 40-5  | 69-12 | 61-10 | 35-13 | 35-3  | -     |
| Stade bagnérais  | 21-48 |       | 13-22 | 22-12 | 21-16 | 21-27 | -     | -     | 20-10 | 22-10 | 31-12 | 29-30 |
| Blagnac rugby    | -     | 45-17 |       | 50-26 | 54-0  | 42-10 | 31-3  | 27-10 | 48-19 | 21-11 | -     | 19-3  |
| AS Fleurance     | 7-45  | 31-26 | 24-23 |       | -     | 16-15 | 23-20 | 14-34 | 16-6  | -     | 13-19 | 30-36 |
| SC Graulhet      | 20-36 | 16-16 | -     | 17-14 |       | -     | -     | 22-24 | 18-10 | 10-17 | 21-22 | 6-43  |
| CA Lannemezan    | -     | 25-18 | 16-26 | 20-16 | 46-6  |       | -     | 33-24 | 24-19 | 31-13 | 15-21 | 28-16 |
| ASV Lavaur       | 11-33 | 29-20 | 7-23  | 35-29 | 40-12 | 17-12 |       | 22-23 | -     | 21-18 | 26-19 | -     |
| SA Mauléon       | 18-23 | 25-6  | -     | 22-24 | 35-13 | 9-12  | 25-24 |       | 17-11 | 22-3  | -     | 12-15 |
| FCO Rugby        | 12-24 | -     | 13-24 | 21-18 | 30-10 | 17-19 | 13-3  | -     |       | 19-9  | 24-16 | 0-34  |
| SC Pamiers       | 20-26 | -     | 19-33 | 16-19 | 35-19 | -     | 23-11 | 3-17  | 27-23 |       | 19-19 | 16-19 |
| US Saint-Sulpice | 9-3   | 28-13 | 9-18  | -     | -     | 33-8  | 33-9  | 7-3   | 20-13 | 35-13 |       | 11-16 |
| Stado Tarbes PR  | 6-12  | 17-14 | 7-27  | 33-16 | 42-3  | 36-3  | 37-0  | 16-17 | -     | -     | 32-0  |       |

|  | Victoire à domicile |  | Match nul |  | Défaite à domicile |

##### Poule 4
| Clubs                            | ANG   | BAR   | BER   | CSJ   | DAX   | MAR   | NAN   | NIO   | REN   | SJL   | TRE   | TYR   |
| -------------------------------- | ----- | ----- | ----- | ----- | ----- | ----- | ----- | ----- | ----- | ----- | ----- | ----- |
| Anglet ORC                       |       | 12-10 | 18-12 | 13-34 | 14-13 | -     | 26-20 | -     | 17-15 | 21-25 | 9-16  | 23-10 |
| RC bassin d'Arcachon             | 25-27 |       | 14-13 | 10-30 | 16-11 |       | 14-12 | -     | 6-22  | 12-30 | -     | 20-11 |
| US Bergerac                      | -     | 32-22 |       | 29-43 | 15-43 | 18-23 | -     | 6-7   | 17-17 | 13-23 | 13-19 | 9-21  |
| Union Cognac Saint-Jean-d'Angély | 22-6  | 6-3   | 21-16 |       | -     | 26-3  | 42-28 | 25-13 | 38-20 | -     | 42-14 | 54-5  |
| US Dax                           | 26-21 | -     | 28-6  | 24-18 |       | -     | 25-9  | 29-11 | 31-6  | 28-3  | 48-41 | -     |
| US Marmande                      | 36-19 | -     | 38-7  | 19-18 | 16-16 |       | 17-28 | 23-13 | 26-23 | 32-38 | 12-11 | 28-25 |
| Stade nantais                    | 27-5  | 24-21 | 44-0  | 20-17 | 23-23 | 23-10 |       | 19-0  | -     | -     | 25-19 | 36-22 |
| Niort RC                         | 12-11 | 21-18 | 38-10 | -     | 21-10 | -     | 6-26  |       | 16-15 | 26-21 | 19-19 | 6-3   |
| Rennes EC                        | -     | 21-15 | -     | 25-26 | 0-37  | 32-10 | 14-10 | 13-6  |       | 3-9   | 22-3  | 24-26 |
| Saint-Jean-de-Luz olympique      | 22-16 | 26-24 | 49-7  | 27-16 | 26-15 | 26-17 | 9-11  | 16-16 | -     |       | -     | 23-24 |
| SA Trélissac                     | 19-17 | 25-20 | 55-17 | -     | 24-37 | 23-22 | -     | 29-28 | 12-11 | 23-32 |       | 28-27 |
| US Tyrosse                       | 16-22 | 21-18 | -     | 13-23 | 31-12 | 17-13 | 27-20 | 20-23 | 18-13 | 27-10 | -     |       |

|  | Victoire à domicile |  | Match nul |  | Défaite à domicile |

## Pour la saison 2020-2021
Pour la saison 2020-2021, 336 clubs évolueront dans les divisions fédérales. Une nouvelle compétition est créée, la Nationale, entre la deuxième division professionnelle et la première division fédérale.
- Nationale : 14 clubs volontaires de Fédérale 1 intègrent la nouvelle compétition pour la saison 2020-2021.
- Fédérale 1 : Les autres clubs maintenus seront rejoints par 14 clubs de 2e division fédérale, sur la base du classement national 2019-2020, soit 45 clubs répartis en 4 poules de 11 ou 12 clubs.
- Fédérale 2 : Les 84 clubs maintenus sont rejoints par les 12 accessions de 3e division fédérale pour un maintien du format à 96 clubs, soit 8 poules de 12 équipes.
- Fédérale 3 : 156 clubs maintenus rejoints par 24 à 27 accessions d'Honneur (nombre déterminé en fonction des renoncements des clubs maintenus en Fédérale 3) pour un format à 180 clubs, soit 15 poules de 12 équipes. En cas de places supplémentaires, les remplacements seront attribués selon un principe géographique, ligue par ligue, au regard des classements généraux[3],[4].